# Paul-Marien-Stift

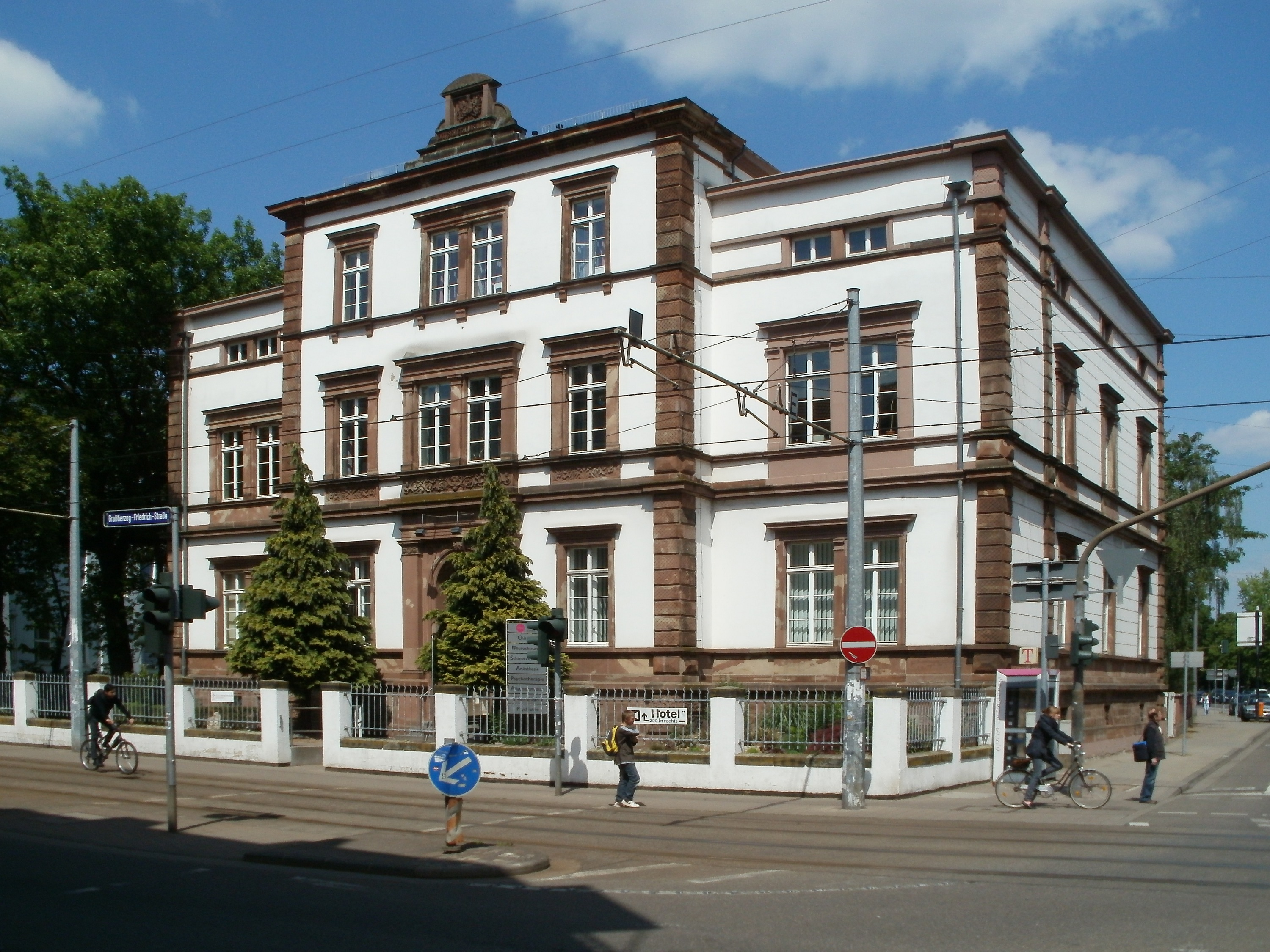
Haupteingang in der Großherzog-Friedrich-Straße

Das Paul-Marien-Stift ist eine denkmalgeschützte Stadtvilla in der Großherzog-Friedrich-Straße 46 in Saarbrücken.

## Geschichte
Der Unternehmer Emil Haldy und seine Frau Charlotte Sophie ließen 1879/80 von dem Architekten Gustav Schmoll eine herrschaftliche Villa erbauen. 1894 überführten sie nach dem frühen Tode ihrer Kinder Paul und Maria einen Teil ihres Vermögens in eine Stiftung und schenkten die als Wohnhaus geplante Villa der Evangelischen Kirchengemeinde St. Johann, die das Haus als Alters- und Waisenheim nutzte. Im Februar 1912 stellte die Kirchengemeinde ein Baugesuch für einen Balkonanbau. 1924 erhielt der Architekt Albert Deesz den Auftrag für eine Aufstockung des Gebäudes um ein Geschoss. 1932 erhielt das Haus einen Personenaufzug und 1937 wurde die Küche erweitert. 1988 und 1993 wurde die Villa grundlegend umgebaut und erweitert, da sie in der Folge als Verwaltungs- und Praxisgebäude genutzt werden sollte.:153f

## Architektur

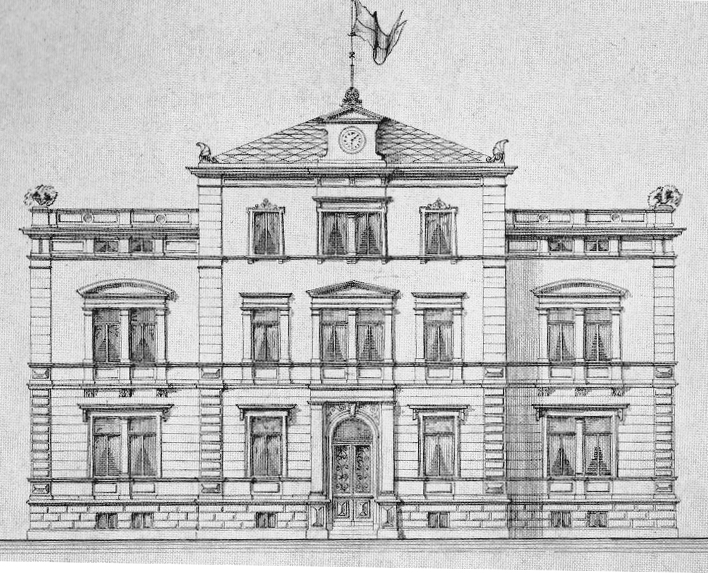
Aufrisszeichnung des ursprünglichen Paul-Marien-Stifts

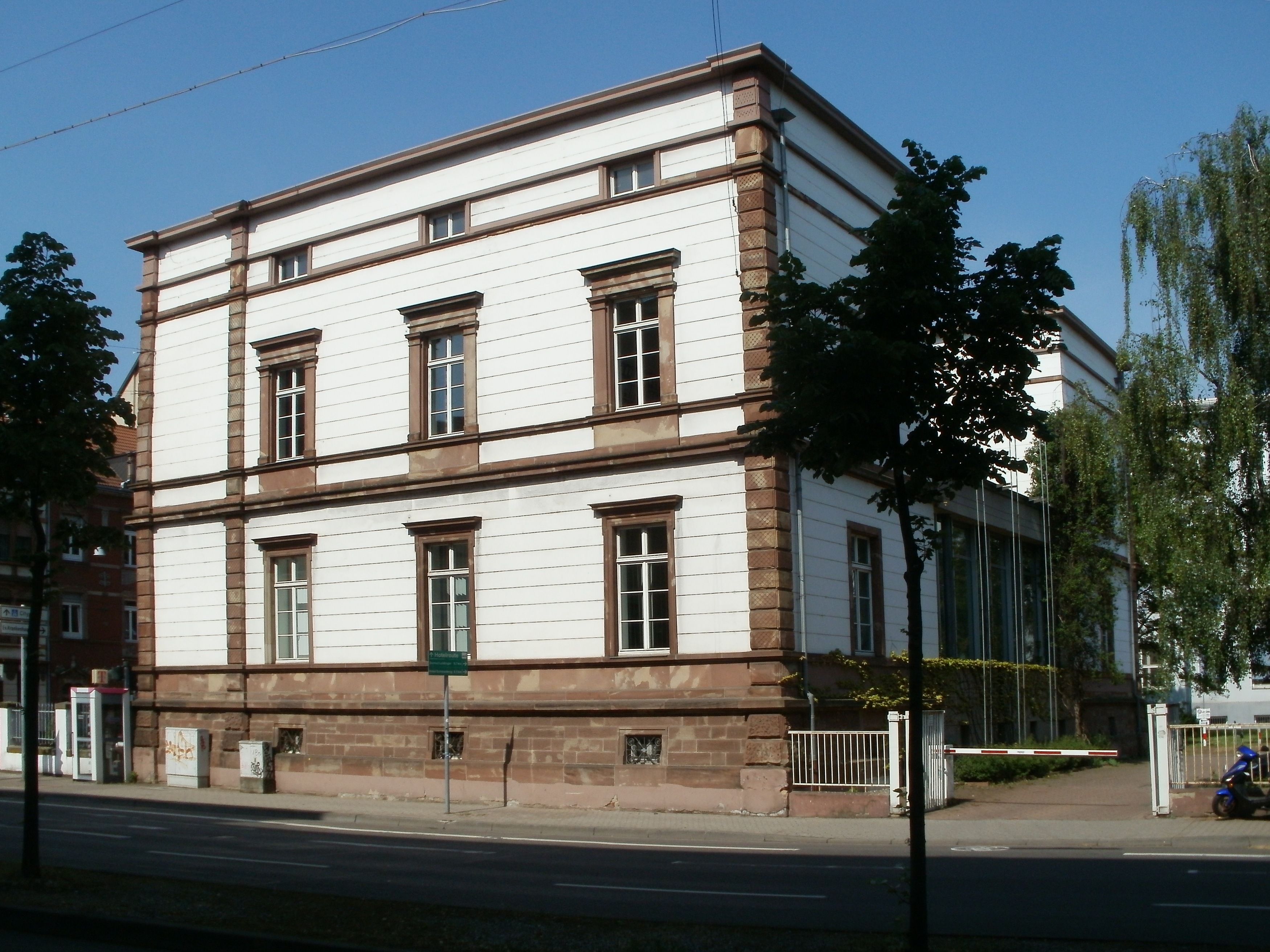
Gartenseite der Villa

Der Bau wurde in klassizistischen Formen ausgeführt und besitzt einen U-förmigen Grundriss. Der zur Straße hin vorspringenden Mittelbau wird von zwei längsrechteckigen, gegenüber dem Mittelbau zurücktretenden Flügeln flankiert. Das Treppenhaus, von dem alle Geschosse erreichbar sind, befindet sich im Mittelbau. Ein breiter Korridor im Mittelbau verbindet die Seitenflügel miteinander. Hinter dem Mittelbau verbindet ein eingeschossiger Wintergarten die Seitengebäude.
Die Straßenfassade gliedert sich in zwei einachsige Rücklagen der Seitenflügel und den einem Mittelrisalit ähnlichen dreiachsigen Mittelbau mit Übersiedelung. Ecklisenen, Geschossgesimse und Fenstergesimse gliedern die Fassaden der Villa. Das Sockelgeschoss wurde aus Sandstein erbaut und schließt mit einem Gesims ab. Alle Fenster besitzen auskragende gerade Verdachungen. Die Fenster im 1. Obergeschoss des Mittelbaus besitzen zwischen Geschoss- und Fenstergesims breite Sandsteinfriese. Man betritt das Gebäude über ein Rundbogenportal mit Schlussstein, das von einer Ädikula toskanischer Ordnung eingefasst wird. Der Bau wird durch ein umlaufendes Kranzgesims abgeschlossen. Die Seitenflügel sind mit Flachdächern, der Mittelbau mit einem flachen Walmdach gedeckt.
Der ursprünglich zweigeschossige Bau wurde 1924 aufgestockt. Während der Mittelbau ein volles Geschoss erhielt, wurden die Seitenflügel um ein Mezzaningeschoss mit kleinen Fenstern erweitert. So ragt der Mittelbau über die Seitenflügel empor.